# Bloemendaal (polder)
De polder en voormalig waterschap Bloemendaal ligt in de provincie Zuid-Holland, ten oosten van de Gouwe, deels in de gemeente Gouda en deels in de gemeente Waddinxveen.
De polder Bloemendaal is de oudste van het hoogheemraadschap van Rijnland en werd al vanaf 1100 ontgonnen. In de gelijknamige plaats Bloemendaal gelegen in deze polder bevond zich de eerste parochiekerk van Gouda. De bodem bestaat uit ontgonnen koopveengronden. 

## Ontwikkelingen 20e eeuw
In de jaren 70 van de twintigste eeuw werd in het gedeelte ten zuiden van de Rijksweg A12 een woonwijk van Gouda gebouwd, die eveneens de naam Bloemendaal kreeg. Daarvoor werd gedeeltelijk een gemeentegrenswijziging doorgevoerd ten koste van het grondgebied van Waddinxveen. Door deze nieuwbouwactiviteiten ontstond er een tekort in de gemeentebegroting van Gouda van 100 miljoen, ook wel bekend als "Het Gat van Bloemendaal".